# Hannes W. Keller

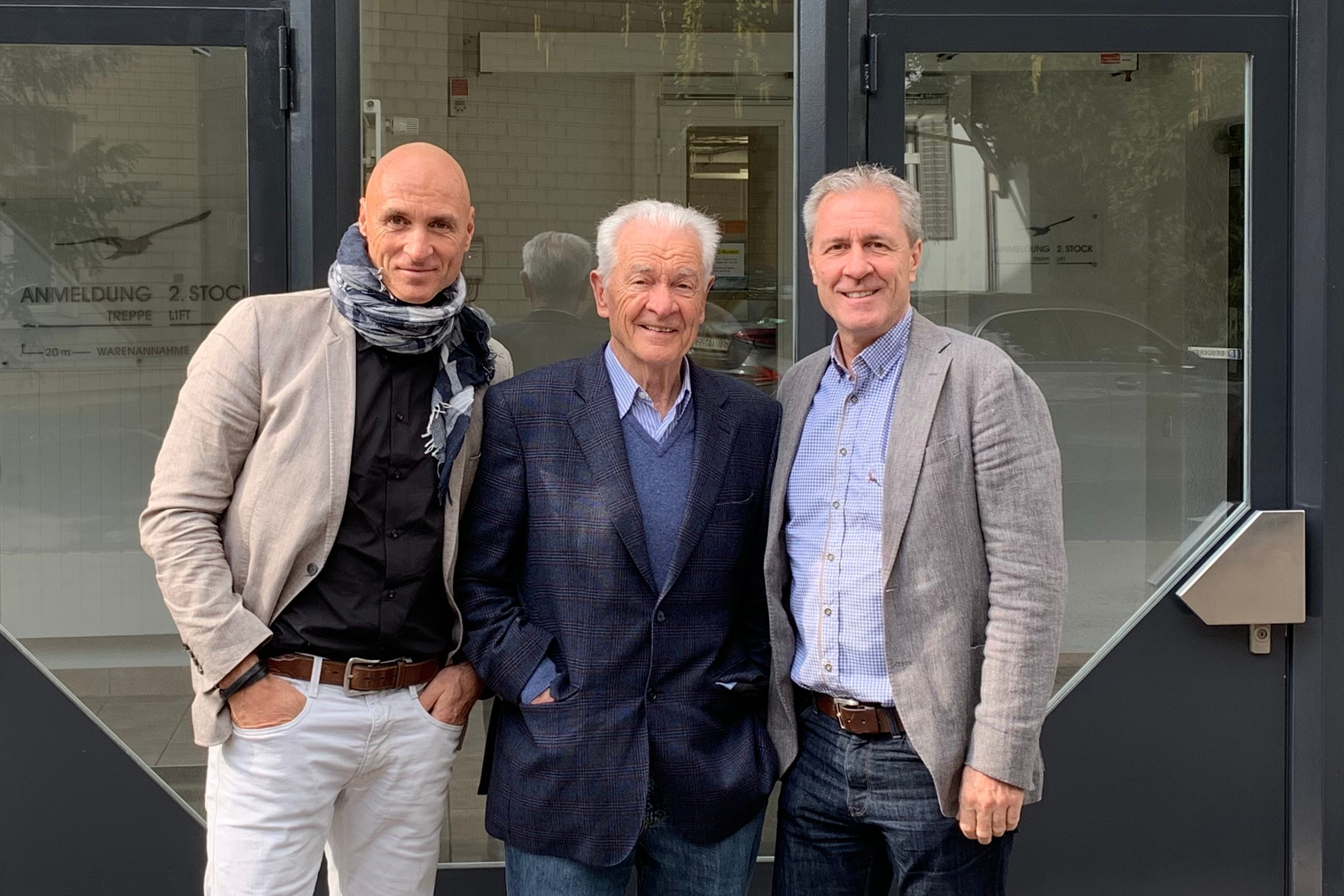
Tobias Keller, Hannes W. Keller, Michael Keller (von links)

Hannes W. Keller (* 31. Januar 1939 in St. Gallen; † 15. Februar 2023) war ein Schweizer Physiker, Unternehmer und Mäzen. Er war Inhaber und Geschäftsführer der Firma Keller Pressure (früher Keller AG für Druckmesstechnik) und bis 2015 Präsident des FC Winterthur, den er finanziell massgeblich unterstützt hatte.

## Leben
Hannes W. Keller wuchs in Goldach SG auf. Er absolvierte die Kantonschule St. Gallen und war während dieser Zeit Handballer beim Club Fortitude Rorschach und Mitglied der Studentenverbindung Corona Sangallensis. Anschliessend studierte er Physik an der ETH Zürich.
Seine erste Anstellung fand er bei der Firma Kistler in Winterthur, wo er an Drucktransmittern arbeitete. Am Honeywell-Forschungszentrum in Minneapolis entwickelte er daraufhin Ende der 1960er Jahre eine integrierte Silizium-Messzelle zur Druckmessung. 1971 brachte Keller diese Technologie in die Schweiz, wo die Firma Kistler 1973 die ersten piezoresistiven Druckaufnehmer mit isolierter Messzelle auf den Markt brachte. Als Keller 1974 seine eigene Firma in Winterthur gründete, erhielt er keine Bankkredite. Nur dank finanzieller Hilfe des Vaters gelang es, die „H.W. Keller dipl. phys. ETH Druck- und Kraftmesstechnik“ zu lancieren. Das heutige Unternehmen KELLER Pressure produzierte 2024 mit 500 Mitarbeitern 1,3 Millionen Druckmesszellen pro Jahr und ist der bedeutendste Hersteller von Industrie-Drucktransmittern in Europa.
Später lebte Keller (HWK genannt) mit seiner zweiten Ehefrau in Gailingen am Hochrhein (D), wo er ein Pferdegestüt besass. Die letzten Jahre vor seinem Tod war Keller an Demenz erkrankt.
Er starb im Februar 2023 im Alter von 84 Jahren. Im September 2024 hat die Stadt bekanntgegeben, die für 2028 geplante Zubringer-Busstrasse zur Leonie-Moser-Brücke nach ihm zu benennen.

## Präsident des FC Winterthur

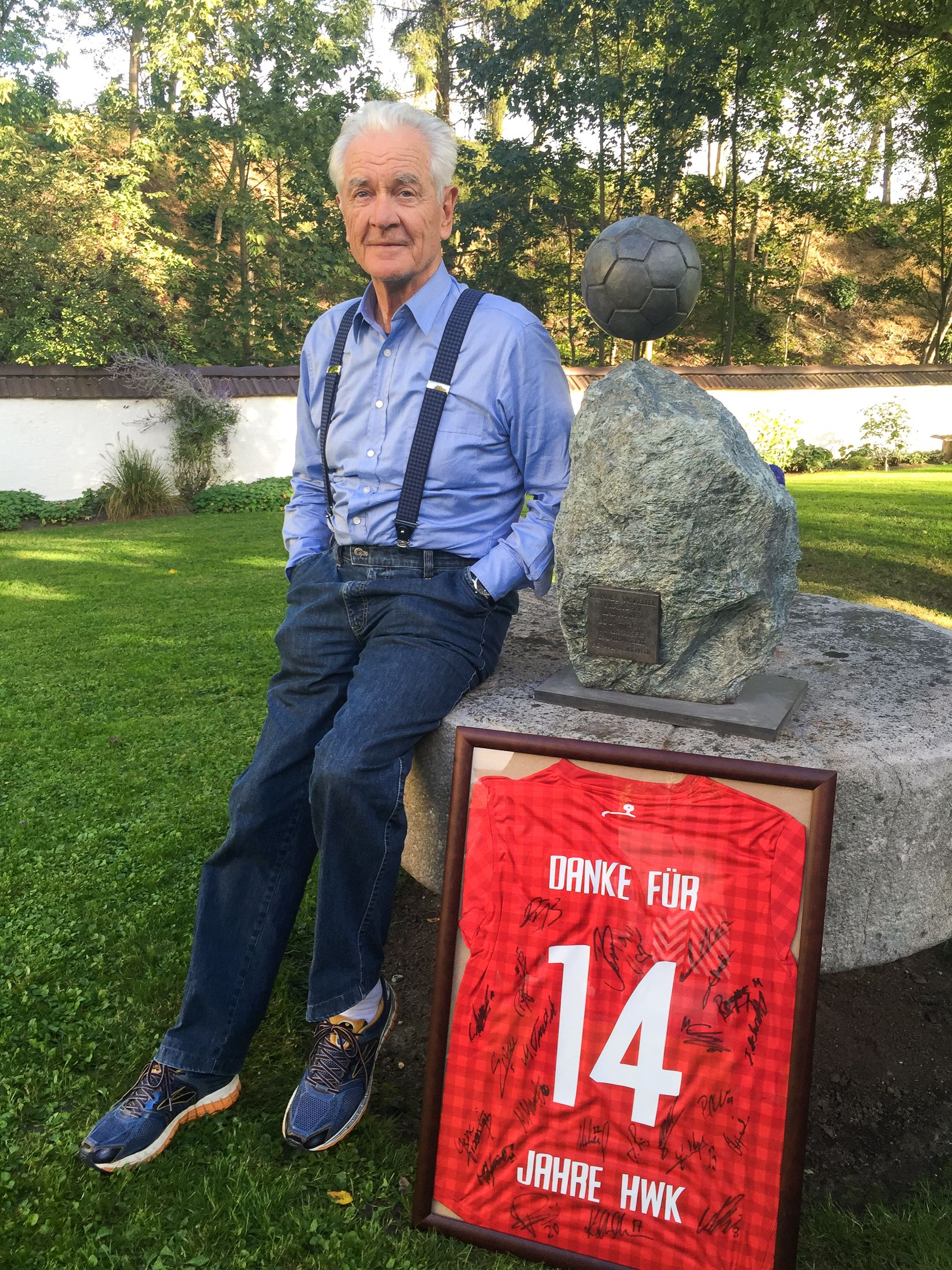
Abschied FCW

Keller wurde am 11. September 2001 zum Präsidenten des FC Winterthur gewählt und rettete den in einer finanziellen Krise steckenden Verein. Nach 14 Jahren an der Spitze des FCW trat Keller am 30. Juni 2015 als Präsident zurück. Während seiner Präsidentschaft investierte Keller rund 15 Millionen Schweizer Franken in den Fussballclub. Für die Zeit nach seinem Rücktritt stellte er dem Verein 1,5 Millionen Schweizer Franken zur Verfügung.
Darauf planten die Kellers zwar ihre Mehrheit am Verein abzutreten, unterstützen den Verein aber in den nächsten Jahren weiterhin. Im November 2019 entschieden sich schliesslich seine beiden Söhne, den Verein weiter zu behalten und Mike Keller übernahm nach viereinhalb Jahren Vakanz das Amt des Präsidenten beim FCW.